# Boat on the River

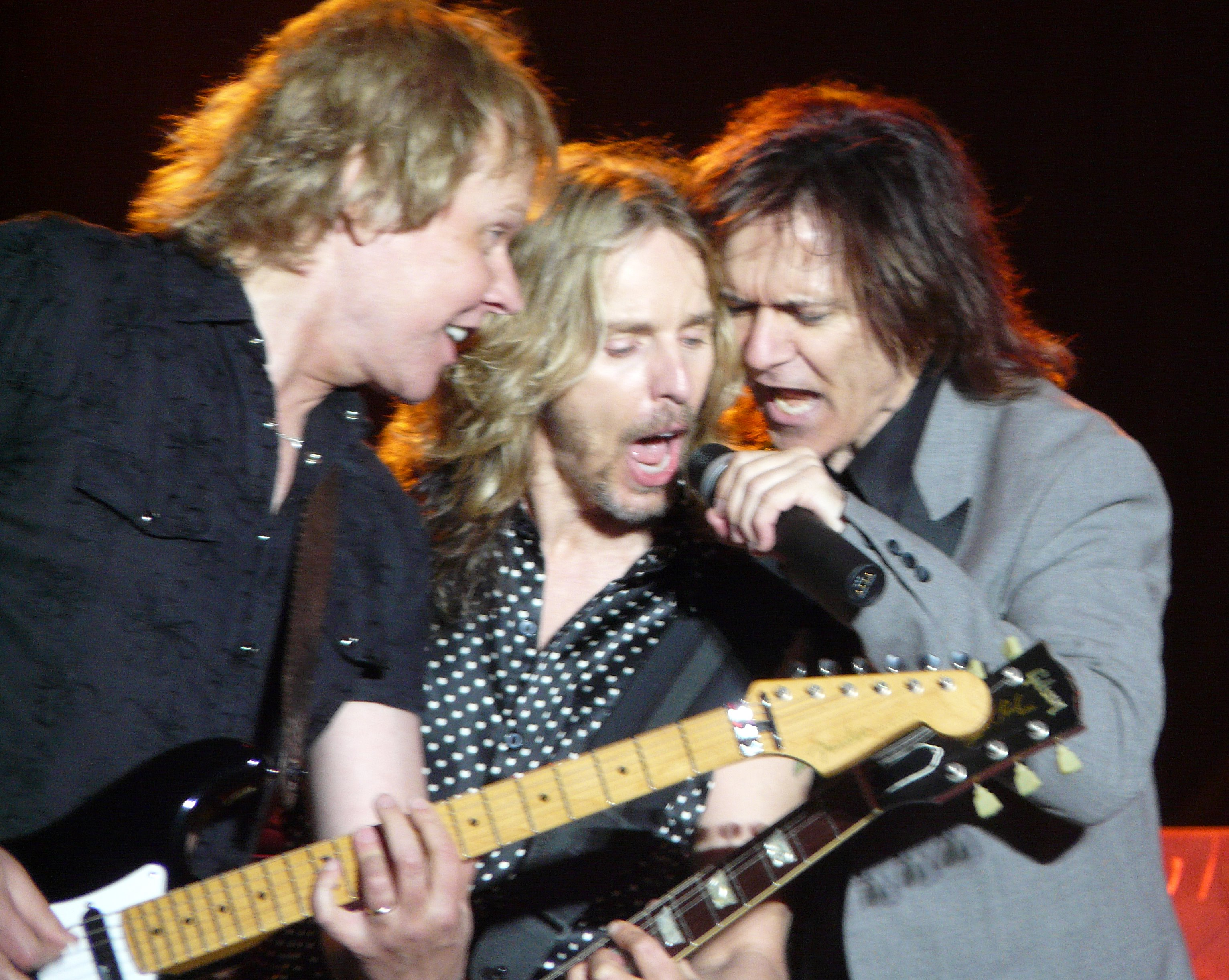
Styx (2008), James Young, Tommy Shaw, Lawrence Gowan

Boat on the River ist ein Lied von Styx aus dem Jahr 1979, das von ihrem Album Cornerstone stammt. Es wurde 1980 in verschiedenen Ländern als Single veröffentlicht, jedoch nicht in den Vereinigten Staaten, wo stattdessen Borrowed Time erschien. Der Song war in mehreren europäischen Ländern populär und wurde ein Top-Five-Hit in den deutschen, österreichischen, israelischen und schweizerischen Charts (in letzteren erreichte er Platz 1).

## Musik
Musikalisch unterscheidet sich Boat on the River deutlich von anderen Styx-Titeln. Tommy Shaw sang und spielte Mandoline, Dennis DeYoung begleitete ihn mit Akkordeon und Harmoniegesang. Im Video zum Song spielen Chuck Panozzo Kontrabass, John Panozzo Tamburin und Basstrommel und James Young Akustikgitarre. Auf der Originalaufnahme spielte James Young nicht.

## Rezeption
Allmusic-Rezensent Mike DeGagne lobte sowohl Boat on the River als auch die andere Cornerstone-Single Lights im Nachhinein für ihre „seidigen Harmonien und einladenden Refrains“. Der Song war zwar kein so großer Hit wie Babe (das in den USA auf Platz 1 kam), aber er war der größte europäische Hit von Styx.

## Coverversionen
Der Song wurde von Seventh Avenue, Guano Apes und dem finnischen Sänger Riki Sorsa gecovert wie auch von der deutschen Folk-Rock-Band Fiddler’s Green und dem türkischen Künstler Metin Özülkü.
Der slowenische Song Mlinar na Muri aus dem Jahr 1994, der sofort zum Hit und schließlich zum Evergreen wurde, wurde mit einem neuen Text von Tomaž Domicelj versehen, der die Melodie des Liedes verwendete.

## Besetzung
- Tommy Shaw – Gesang, Mandoline, akustische Gitarre, Autoharp
- Dennis DeYoung – Akkordeon, Harmoniegesang
- Chuck Panozzo – Kontrabass
- John Panozzo – Tamburin, Basstrommel